# Pseudophilotes schiffermuelleri
Pseudophilotes schiffermuelleri är en fjärilsart som beskrevs av Arthur Francis Hemming 1929. Pseudophilotes schiffermuelleri ingår i släktet Pseudophilotes och familjen juvelvingar. Inga underarter finns listade.